# Lake Numalla
Lake Numalla är en sjö i Australien. Den ligger i delstaten Queensland, omkring 870 kilometer väster om delstatshuvudstaden Brisbane. Lake Numalla ligger 121 meter över havet. Arean är 28,0 kvadratkilometer. Den sträcker sig 12,7 kilometer i nord-sydlig riktning, och 8,7 kilometer i öst-västlig riktning.
Omgivningarna runt Lake Numalla är i huvudsak ett öppet busklandskap. Trakten runt Lake Numalla är nära nog obefolkad, med mindre än två invånare per kvadratkilometer. Genomsnittlig årsnederbörd är 365 millimeter. Den regnigaste månaden är mars, med i genomsnitt 94 mm nederbörd, och den torraste är oktober, med 2 mm nederbörd.